# Lavočkin-Gorbunov-Gudkov LaGG-3
Lavočkin-Gorbunov-Gudkov LaGG-3 (rusko Лавочкин-Горбунов-Гудков ЛаГГ-3) je bilo sovjetsko lovsko letalo druge svetovne vojne.

## Začetek proizvodnje
Letalo je nastalo iz lovca LaGG-1 in je bilo v celoti izdelano iz lesa. Po zmogljivostih je bilo primerljivo z vsemi lovci iz konca tridesetih let 20. stoletja, torej časa, v katerem je nastajalo. Njegova posebno dobra lastnost pa je bila izjemna okretnost v zraku. Dejstvo, da je bilo izdelano iz lesa je pripomoglo k temu, da je bilo vzdrževanje tega letala na frontni črti dokaj poceni in enostavno. Kljub dejstvu, da so letalo (od različice LaGG-1 do LaGG-3) izdelovali le slabi dve leti (do začetka leta 1942), je bil ta lovec v letu 1942 najbolj pogosto enosedežno lovsko letalo Rdeče armade in je tudi po prihodu novih lovcev sodeloval v bojih do konca vojne. Iz njega je kasneje z vgradnjo radialnega motorja nastal legendarni Lavočkin La-5.

## Uspehi letala
Hiter razvoj letalske industrije pa je poskrbel, da je letalo zastaralo še preden je dobro poseglo v boje na vzhodni fronti. K slabim rezultatom je pripomogel še slab pilotski kader, za kar je s svojimi čistkami v tridesetih letih 20. stoletja, poskrbel Stalin. Letalo se je kljub dejstvu, da je bilo od nemških lovcev počasnejše, dobro držalo v zraku. Lesena konstrukcija je namreč prenesla veliko poškodb preden je letalo strmoglavilo. Kljub vsemu je kratica LaGG med piloti dobila drug pomen in sicer lakirovanny garantirovanny grob (»zagotovljena lakirana krsta« - лакированный гарантированный гроб).